# 孔愉
孔愉（268年—342年），字敬康，会稽郡山阴人。晉朝官員，為人守正，官至尚書僕射。

## 生平
孔愉曾祖孔潛自梁國遷居會稽後，其家族就一直住在會稽山陰。父親孔恬在孔愉十三歲時去世，但仍很用心事奉祖母，讓其以孝聞名，孔愉與當時同郡的張茂、及丁潭皆齊名，被稱為「會稽三康」。
太康元年（280年），孔愉因東吳滅亡而被遷至西晉國都洛陽，至晉惠帝時才回南方。不過當時天下已經大亂，孔愉到江淮一帶時就遇上在當地作亂的石冰及封雲，更被封雲逼任其參軍，孔愉堅決不肯，將被封雲所殺，但得封雲司馬張統營救而得免禍。孔愉逃回會稽後躲於新安山，在那裏改姓孫，以耕作及讀書為務，得到當地人信賴。但孔愉及後突然離開，山中人都以為他是神人，為他立祠奉祭；另外，琅邪王司馬睿於永嘉元年（307年）移鎮建康，以孔惀為參軍，其族人怎樣找也找不到孔愉，而孔愉直至建興年間才主動出來應召，當了司馬睿的丞相掾，後轉駙馬都尉、參丞相軍事，並以助討華軼的功勞封餘不亭侯。
建武元年（317年），因晉愍帝於長安被俘，司馬睿改號晉王，此後孔愉就長期兼任中書郎。司馬睿在即晉王次年即位為帝，但及後就漸漸親近刁協及劉隗，似乎疏遠了王導。當時孔愉就上陳王導忠貞，亦是讓其中興晉室的元勳，勸他應多諮問王導。但孔愉卻因此調為司徒左長史，後轉吳興太守。
永昌元年（322年），王敦起兵，支持王敦的沈充亦於三吳起事響應，孔愉棄郡逃還建康，拜御史中丞，後轉侍中及太常。咸和二年（327年），蘇峻之亂爆發，蘇峻率軍攻進建康，孔愉身穿朝服守衞皇室宗廟。蘇峻之亂平定後，孔愉轉任吏部尚書，咸和五年（330年）二月，孔愉轉為尚書右僕射，領東海王師。後轉左僕射。
咸和八年（333年），成帝下詔褒賜時為尚書令的陸玩及左僕射的孔愉，孔愉推辭不被允許，於是再次上表，表中稱國家當前還有很問題，自陳自己沒能「贊揚大化，糾明刑政」，故不能接受這些寵賜。孔愉辭讓因而得允，但司徒王導對其表中「姦吏擅威，暴人肆虐」很有意見，就質問孔愉所指是誰，孔愉於是大談當時朝政得失，直至陸玩出手阻止才停下來。後來王導讓趙胤當護軍將軍，孔愉就對王導表示晉室中興江左以來當過護軍將軍是周顗、應詹，即使當前缺乏人才都不應讓趙胤當上此該職。王導不聽，亦因其守正而令王導有所記恨。
後來合左右僕射為尚書僕射，由孔愉擔當。後愉轉護軍將軍，加散騎常侍。再轉領軍將軍，加金紫光祿大夫，領國子祭酒。不久再以鎮軍將軍外任會稽內史，加散騎常侍。重返會稽後，孔愉將當時荒廢數百年的句章縣漢修舊陂加以修復，灌溉了二百多頃田地。當內史三年後，孔愉於山陰湖南侯山下數畝地建草屋為宅，有了這數間草屋後就棄官住下去。咸康八年（342年），孔愉去世，享年七十五歲。朝廷追贈車騎將軍、開府儀同三司，賜諡號貞。

## 性格特徵
- 孔愉任司徒長史時，因平南將軍溫嶠因戰亂而未有為亡母下葬，就不升其品階。蘇峻之亂後溫嶠擁平亂大功，他卻抓住孔愉的手說：「天下喪亂，忠孝道廢。能持古人之節，歲寒不凋者，唯君一人耳。」由見溫嶠看重孔愉守正。其守正也見於孔愉反對以趙胤任護軍之事。
- 孔愉晚年在山陰草屋住下後，朝廷曾送了數百萬錢給孔愉，但他分毫不取。病重時亦下令只以平時服裝下葬，亦令拒絕鄉邑捐贈。

## 逸事
孔愉曾經經過餘不亭，看見有人在賣一只龜，孔愉就將牠買下並到溪中放生，龜在離開途中多次向左望。而當孔愉封餘不亭侯時，鑄侯印時鑄工發現印上的龜也望左，鑄了三次也是這樣。鑄工因此報告，孔愉想起那段往事，故就接受那個侯印。

## 家庭

### 祖父
- 孔竺，東吳豫章太守。

### 父
- 孔恬，湘東太守。

### 弟
- 孔祗，字承祖，任會稽太守周札的功曹史。周札被害後眾人怯於王敦一黨的威勢不敢收葬，只有孔祗為他治喪及送遺體回義興。

### 子
- 孔誾，嗣爵，建安太守。
- 孔汪
- 孔安國

## 延伸阅读
[在维基数据编辑]
 《晉書·卷078》，出自房玄齡《晉書》